# 藤井南美

藤井 南美 （ふじい なみ、8月31日 - ）は日本の気象予報士。
夫は衆議院議員・福島伸享（茨城1区選出）。

## 略歴
東京都に生まれ、ペルー、神奈川県茅ヶ崎市で育つ
。神奈川県立茅ケ崎北陵高等学校、慶應義塾大学総合政策学部卒業後、気象会社・株式会社ウェザーニューズに就職し、同社が提供するケーブルテレビ局向けの気象番組「お天気チャンネル」などに出演。この間、1998年（平成10年）3月に気象予報士資格を取得。2000年4月より4年間、「NHKニュース7」に気象キャスターとして出演。民間気象会社所属の気象予報士がNHK（東京）で気象キャスターを務める初めてのケースだった。「NHKニュース7」降板後はウェザーニューズを退社し、フリーに。茨城県水戸市を拠点に、講演活動や特定非営利活動法人「気象キャスターネットワーク」の活動に携わり、2005年4月より同地のコミュニティFM局・水戸コミュニティ放送（FMぱるるん）の「イブニングジョッキー」でDJを担当。2007年発足した予報士三田会で初代会長をつとめる。
ニュース7「気象情報」コーナーでの、天気概況を説明した後各地の予報に移る際の「では、明日の天気です。」が決め台詞としてファンの間で話題になった（この「では」を用いたのは後にも先にも藤井のみである）。

## 出演番組
- NHKニュース7（平日）　（NHK総合、2000年4月 - 2004年3月）
- イブニングジョッキー（火曜日）　（FMぱるるん、2005年4月 - 2006年7月）

他、テレビ・ラジオ出演多数